# Bernhard Kempen (Autor)
Bernhard Kempen (* 23. Mai 1961 in Hamburg) ist ein deutscher Übersetzer, Journalist und Autor.

## Leben
Aufgewachsen ist Bernhard Kempen in einem kleinen Dorf in der Nähe von Oldenburg. Nach Abschluss des Abiturs und einer Ausbildung zum Gärtner ging er 1984 nach Berlin, wo er an der Freien Universität Allgemeine und Vergleichende Literaturwissenschaft und Philosophie studierte. Es folgte ein einjähriger Studienaufenthalt an der University of East Anglia in Norwich/England, wo er 1987 seinen M. A. in Comparative Literature machte.
Zurück in Berlin schloss er 1994 seine Promotion zum Dr. phil. mit der Arbeit Abenteuer in Gondwanaland und Neandertal über prähistorische Motive in der Literatur und anderen Medien ab. Er verfasste zahlreiche Artikel über Phantastik in Literatur und Film und war Mitarbeiter und Redakteur der Zeitschriften Science Fiction Times (1989–1993) und Science Fiction Media (1993–1995). Von 1990 bis 1998 gab er die Zeitschrift Prehistoric News heraus. Von 1997 bis 2010 war er Redakteur des Internetmagazins Epilog.de und von 1998 bis 2005 arbeitete er in der Redaktion des SF-Magazins Alien Contact mit.
Als freier Übersetzer hat Bernhard Kempen seit 1991 über 70 Bücher ins Deutsche übertragen – von Autoren wie William Shatner, William Sarabande, Ian Watson, Greg Egan, Neil Rose, Richard Morgan oder Terry Pratchett sowie zahlreiche Star-Trek-Romane.
Für die Übertragung des Romans Qual (engl. Originaltitel Distress, 1995) des australischen Schriftstellers Greg Egan wurde er 2000 mit dem Kurd-Laßwitz-Preis für die beste Übersetzung ausgezeichnet.

## Werke (Auswahl)

### Kurzgeschichten
- Lizards. In: Science Fiction Media. 1995.
- Die Feuersteinklinge. In: Prehistoric News. 1998.
- Der Duft der Orangen. In: Alien Contact . 1999.
- Die neunmalige Rache des Dr. Konter. In: die tageszeitung. 1999.

### Romane
- Der Gourmet. Shayol, Berlin 2002, ISBN 978-3-926126-15-3.

### Übersetzungen (Auswahl)
- William Shatner: Die TEK-Verschwörung (1991), Das TEK-Kartell (1992), Die TEK-Dealer (1993), Die TEK-Rache (1993), Das TEK-Geheimnis (1994), TEKPower (1996)
- Ian Watson: Dämonen-Kind. Das erste Buch Mana (1996), Kuckucks-Fluch. Das zweite Buch Mana (1996), Mond-Fall. Das dritte Buch Mana (1997), Quantennetze (2000)
- Robert Sheckley: Das Spiel der Laertaner (1997)
- Greg Egan: Qual (1999), Diaspora (2000), Teranesia (2001)
- Greg Bear: Slant (2001)
- Whitley Strieber: The Day After Tomorrow (2004)
- Richard Morgan: Das Unsterblichkeitsprogramm (2004), Gefallene Engel (2005), Heiliger Zorn (2006)
- Alastair Reynolds Ewigkeit (2006), Himmelssturz (2006)
- John Scalzi: Krieg der Klone (2007), Geisterbrigaden (2007), Die letzte Kolonie (2008), Zwischen den Sternen (2009)